# Akosia-Mforya
Akosia-Mforya est un village du Cameroun situé dans l’arrondissement de Bafut, dans le département de Mezam et dans la Région du Nord-Ouest.

## Population
Lors du recensement de 2005, on a dénombré 4 990 personnes à Akosia-Mforya, dont 2 448 hommes et 2 542 femmes.